# Eric Bailly
Eric Bertrand Bailly (Bingerville, 12 de abril de 1994) é um futebolista marfinense que atua como zagueiro. Atualmente, joga no Real Oviedo.

## Carreira
Eric Bailly começou desde novo a jogar futebol ele foi revelado em um torneio de categorias de base em Burkina Faso, o marfinense foi contratado pelo Espanyol, o mesmo ficou dois anos esperando sua documentação ficar regularizada e ganhar uma chance no time principal do clube catalão.

### Espanyol B
Assinou contrato no final de 2011, contudo passou dez meses apenas treinando e disputando amistosos por falta de documentos para atuar profissionalmente. Porém estreou pelo time B do Espanyol, em outubro de 2013.

### Espanyol
Em 5 de outubro de 2014, estreou-se na Liga BBVA como suplente num jogo em que o Espanyol venceu a Real Sociedad por 2-0 e poucos dias depois, foi promovido ao time principal.

### Villarreal
Em 29 de janeiro de 2015, foi oficializada contratação de Bailly pelo Villarreal. Sua transferência foi de por € 5,7 milhões (R$ 22 milhões) por cinco temporadas.
Finalizou sua passagem pelo Villarreal com 47 partidas desde que chegou ao  em janeiro de 2015.

### Manchester United
O Manchester United anunciou a contratação do zagueiro marfinense Eric Bailly em 8 de junho de 2016, o contrato será válido por quatro épocas, possui uma cláusula que permite a prorrogação por mais duas com valores financeiros envolvidos na transação em torno de 25 e 30 milhões de libras (aproximadamente entre R$ 124 milhões e R$ 148 milhões) segundo a imprensa inglesa.
| “                                             | É um sonho que se torna realidade ao me juntar ao Manchester United para jogar no futebol de mais alto nível. É tudo o que eu sempre quis fazer. Quero evoluir para ser o melhor que posso ser e acredito que trabalhar com José Mourinho vai me ajudar a me desenvolver no caminho certo e no clube certo. Estou ansioso para conhecer meus companheiros novos e de iniciar este nova capítulo da minha vida | ” |
| — Baily, ao site oficial do Manchester United | |   |

Eric Bailly nunca se firmou como uma unanimidade no Manchester United, devido o grande números de lesões aliada a concorrência de outros grandes zagueiros, sem espaço deixou os Red Devils onde disputou 113 partidas, um gol marcado e três títulos conquistados: uma Liga Europa, uma Copa da Liga Inglesa e uma Supercopa da Inglaterra.

### Olympique de Marseille
Eric Bailly jogará época 2022/23 no Olympique de Marseille cedido por empréstimo pelo Manchester United, os clubes anunciaram em 24 de agosto de 2022. Ele estreou pelo Marselha como substituto em uma vitória por 3-0 sobre o Nice em 28 de agosto.
Em 19 de janeiro, Bailly recebeu uma suspensão de sete partidas pela Federação Francesa de Futebol.
Bailly terminou sua passagem pelo Marselha tendo feito apenas 17 partidas durante a temporada 2022-23 da Ligue 1, e somente cinco como titular.

### Beşiktaş
Em 4 de setembro de 2023, o Beşiktaş, clube da Süper Lig, anunciou a contratação de Bailly, em um contrato de um ano. Ele fez sua estreia pelos turcos em 21 de setembro, em um empate 1-1 contra o Brugge na primeira rodada da Conference League. Três dias depois, ele fez sua estreia na liga em uma vitória por 2-1 sobre o Kayserispor.
Bailly deixou o Besiktas em 2023,  com apenas oito jogos realizados em 2023-24. A rescisão do contrato de Bailly deu-se por mútuo acordo.

### Villarreal
Em 30 de dezembro de 2023, Eric Bailly foi anunciado pelo Villarreal. Ele assinou contrato até a metade de 2025.

### Real Oviedo
No dia 18 de agosto de 2025, Bailly assinou com o Real Oviedo, da Espanha. O zagueiro assinou um contrato válido por duas temporadas.

## Seleção Nacional
Bailly representou o elenco da Seleção Marfinense de Futebol no Campeonato Africano das Nações de 2015 e 2017.
Baily foi um dos 22 convocados para representar a Costa do Marfim nos Jogos Olímpicos de Tokyo.

## Títulos
Manchester United
- Supercopa da Inglaterra: 2016
- Copa da Liga Inglesa: 2016–17
- Liga Europa da UEFA: 2016–17

Costa do Marfim
- Campeonato Africano das Nações: 2015